# سیدان (گتوند)
سیدان (گتوند)، روستایی از توابع بخش عقیلی شهرستان گتوند در استان خوزستان ایران است.

## جمعیت
این روستا در دهستان عقیلی جنوبی قرار دارد و براساس سرشماری مرکز آمار ایران در سال ۱۳۸۵، جمعیت آن ۱٬۰۷۹ نفر (۲۱۱خانوار) بوده‌است.